# Андроникашвили, Константин Эмануэльевич
Князь Константи́н Эмануи́лович Андроникашви́ли часто Котэ Андроникашвили (груз. კონსტანტინე ემანუელის ძე ანდრონიკაშვილი, 20 июля 1876, Качрети, Кавказское наместничество — не ранее 1925 или 1937) — политический деятель Демократической Республики Грузия, один из руководителей Комитета независимости Грузии.

## Биография

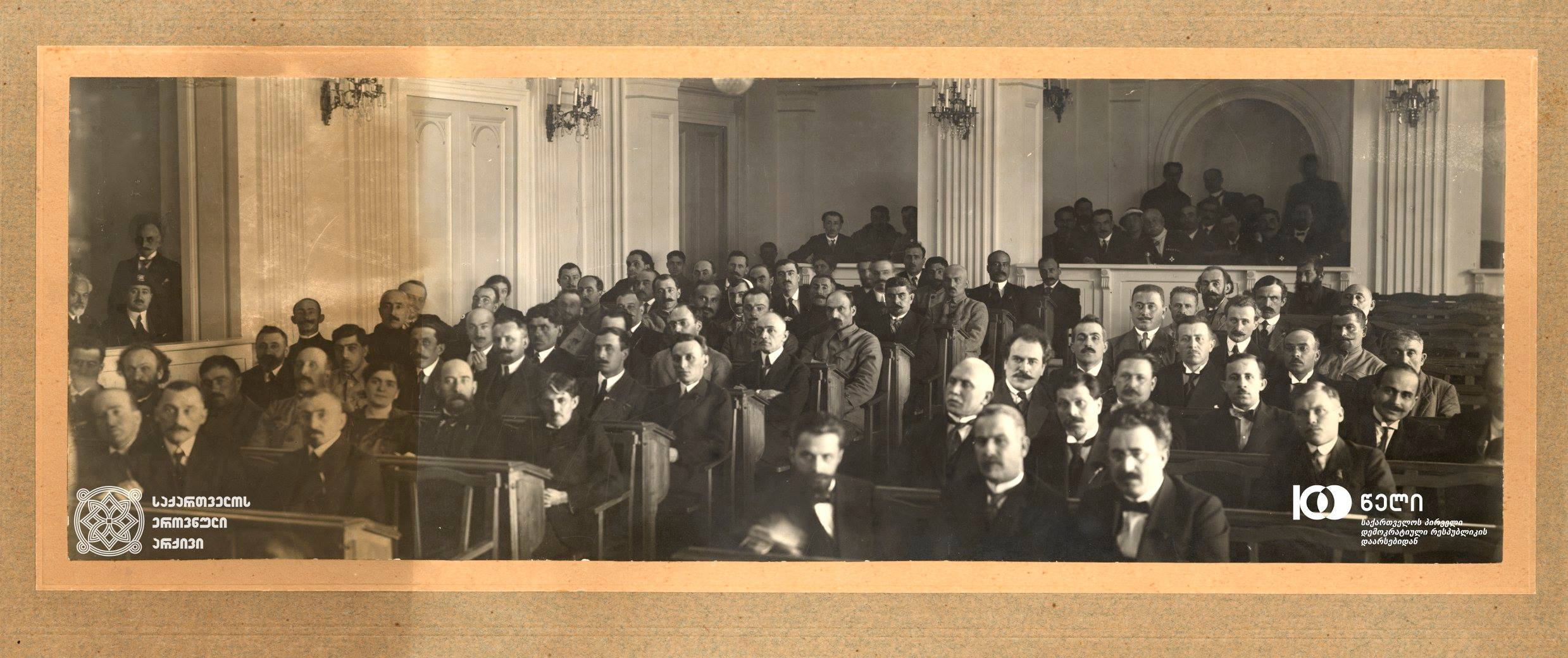
Учредительное собрание Грузии. Андроникашвили второй слева, левая сторона

Константин Андроникашвили родился в 1876 году в титулованной дворянской семье — сын князя Эммануила Андроникова (1846—1916), сына князя Андроника (Доника) Зааловича (1786 — ?) и княгини Нины Иосифовны (урождённой княжны Орбелиани) Андрониковых. Окончил 3-ю Тифлисскую гимназию в 1897 году. Продолжил учёбу в России, поступив на юридический факультет Московского университета, а с третьего курса учился в Киевском университете (1899—1900). Из-за участия в студенческом движении Киевского университета в том же году был исключён из университета и подвергнут аресту. Он провёл около пяти месяцев в киевской тюрьме. С 1903 года находился под надзором полиции.
В 1906 году вернулся в Тифлис. Работал в легальных социал-демократических газетах «Эльва» и «Скиви», которые издавали Ной Жордания и Филипп Махарадзе. Сотрудничал с журналом «Путешествия». Писал статьи по экономическим вопросам, используя псевдонимы «Кахетия» и «Арчил».
В ноябре 1917 года был избран членом Национального совета Грузии, в феврале 1918 года — членом Закавказского сейма. 26 мая 1918 года поставил свою подпись под декларацией независимости Грузии.
В 1918 году он был членом парламента Грузинской Демократической Республики. 12 марта 1919 года был избран членом Учредительного собрания Республики Грузия по списку Грузинской социал-демократической партии. В нём был председателем военной комиссии и членом конституционной комиссии. Параллельно работал в качестве общественного государственного контролера. В феврале 1921 года во время вторжения Советской России в Демократическую Республику Грузия он был назначен главным представителем правительства в Телавском уезде.
В апреле 1921 года (по другим сведениям в мае 1922) был сформирован готовивший антибольшевистское восстание «межпартийный комитет» или Комитет независимости (дамком), в который вошли представители пяти антибольшевистских партий на паритетной основе, поэтому Комитет независимости более известен в Грузии и за границей как «Паритетный комитет». В марте 1923 года председателем этого комитета был избран Котэ Андроникашвили. Партийный псевдоним «Вахтанги». Практической подготовкой восстания занимались «Военный центр» и «Дружина поклявшихся мужчин» Какуцы Чолокашвили. После поражения восстания в августе 1924 года лидеров «Паритетного комитета» обнаружили в монастыре Шиомгвиме. Им предложили выбор: либо приказать мятежникам прекратить сопротивление и сдаться советским властям, либо расстрел на месте. Котэ Андроникашвили, уже в кабинете у Берии, издал приказ прекратить огонь. (Только Какуца в Кахетии продолжал бороться ещё два месяца.) Из членов «Паритетного комитета» расстреляли не всех, а Котэ Андроникашвили даже позволили заявить членам французской делегации: «Восстание было неминуемым последствием политики оккупационных властей, и мы до сих пор остаемся на той же позиции. Главной целью и лозунгом восстания было восстановление независимости Грузии <…> за нами осталась моральная победа».
На процессе над членами Паритетного комитета (15 июля — 3 августа 1925 года) вместе с 46 другими его членами и их помощниками был осуждён Верховным судом СССР по обвинению в организации антисоветского восстания в августе 1924 года. По приговору этого суда не был расстрелян. Дальнейшая судьба неизвестна. Предположительно, погиб во время Большого террора в 1937—1938 годах. Но подтверждения этого пока не обнаружены.

## Комментарии
1. ↑  Так в источнике.